# スチューベン郡 (インディアナ州)
スチューベン郡（英: Steuben County）は、アメリカ合衆国インディアナ州の北東隅に位置する郡である。2010年国勢調査での人口は34,185人であり、2000年の33,214人から2.9%増加した。郡庁所在地はアンゴラ市（人口8,612人）であり、同郡で人口最大の都市でもある。州南西隅にあるポージー郡からスチューベン郡までが州内で最も長い直線距離となる。

## 歴史
『インディアナ州のイラスト付き歴史地図帳』（1876年）には次の記述がある。
現在のスチューベン郡となった地域で最初の恒久的開拓者の小屋から煙が上がったのは1831年春のことだった。その開拓者はギデオン・ラングドンだった。その原始的な小屋はジャクソン郡区第5区の南西四分区画にあり、後にタウン農場と呼ばれた。この年9月17日、ラングドンは郡で最初の土地に関する記録を取り、四分区画の東半分に名前を付けた。
そこは現在のジャクソン郡区にあり、初期開拓者の大半が入った。ジャクソン郡区にはかなりの広さのプレーリーがあり、当時は選択が自由にできた初期の移民は、比較的容易に耕作ができるそこの肥沃な土壌を自然に選んだ。
次の開拓者はジョン・ステイナーとジェイコブ・ステイナーおよびその家族で総勢12人だった。オハイオから1831年5月16日にジャクソン郡区に移ってきた。ジョンはプレーリーの北側を選び、ラングドンから遅れること10日の1832年9月27日に、第5区南西四分区画の西側半分に入り、そこが現在の郡境となった。
ステイナー兄弟は米英戦争ではジャクソンの下に仕えた軍人であり、二人共強健で心ある者達だった。ジョンは最初に入った土地で暮らしを立て、1870年に死ぬまで続けた。州議会に派遣され、住んでいる郡区には昔の上官だったジャクソンの名前を付けた。
郡内の最初の死者は1832年に死んだギデオン・ラングドン夫人だった。その遺骸はプレーリーの埋葬地に埋められ、それ以降その土地はD・H・ロバーツの所有になった。
郡内で最初の結婚は1832年オジェイムズ・ハンツマンとハンナ・デイビスのカップルだった。これは郡が組織化される以前のことだった。
郡内で最初の学校は、ジャクソン・プレーリーの北側に建てられた。最初の花嫁になったハンナ・デイビスが最初の教師になった。最初の校舎は粗野な松材の小屋であり、ジョン・ステイナーとアドルファス・タウンが約50ドルで建設した。エリザ・イートンが次の教師となち、生徒一人につき2ドルを受け取った。これは子供達を学校に送り出す者達に課された税金だった。
スチューベン郡は公式には1837年にラグレンジ郡から分離して設立され、郡名はアメリカ独立戦争の軍人だったドイツ人フリードリッヒ・フォン・シュトイベン男爵に因んで名付けられた。

## 地理
アメリカ合衆国国勢調査局に拠れば、郡域全面積は322.47平方マイル (835.2 km2)であり、このうち陸地308.94平方マイル (800.2 km2)、水域は13.53平方マイル (35.0 km2)で水域率は4.20%である。

### 主要高規格道路
| - インディアナ有料道路 （ 州間高速道路80号線と 州間高速道路90号線） - 州間高速道路69号線 - アメリカ国道20号線 | - インディアナ州道1号線 - インディアナ州道120号線 - インディアナ州道127号線 | - インディアナ州道327号線 - インディアナ州道427号線 - インディアナ州道827号線 |

### 隣接する郡
- ブランチ郡 (ミシガン州) - 北
- ヒルズデール郡 (ミシガン州) - 北東
- ウィリアムズ郡 (オハイオ州) - 東
- デカルブ郡 - 南
- ノーブル郡 - 南西
- ラグレンジ郡 - 西

## 州立公園
- ポカゴン州立公園、年中活動が行われている、全域が郡内に入っている

## 気候と気象
近年、郡庁所在地であるアンゴラ市の平均気温は1月の14°F (-10 ℃) から7月の82°F (28 ℃) まで変化している。過去最低気温は1981年1月に記録された-27°F (-33 ℃) であり、過去最高気温は1936年7月に記録された106°F (41 ℃) である。月間降水量は2月の1.83インチ (46 mm) から8月の4.08インチ (104 mm) まで変化している。

## 郡政府
郡政府は憲法による政体であり、インディアナ州憲法とインディアナ州法典によって特別の権力を認められている。

### 郡政委員会
郡政委員会は郡政府の立法府であり、郡の歳出や歳入を管理している。委員は郡内の選挙区から選出され、任期は4年間である。給与、年間予算、特別支出を設定する責任がある。郡レベルで所得税や資産税、消費税、サービス税を課する限定付き権限があるが、所得税と資産税は州の承認を要する。

### 行政委員会
行政委員会は郡政府の行政府である。委員は郡全体を選挙区に選出され、任期は4年間で2年毎に半数が改選される。委員の一人、通常は最も経験のある者が議長になる。行政委員会は郡政委員会が決めた法を実行し、税金を集め、郡政府の日々の機能を管理する責任がある。

### 郡裁判所
郡は幾らかの民事訴訟を扱うことのできる小規模裁判所を維持している。判事は4年間任期で選出され、インディアナ州法廷弁護士協会の会員でなければならない。判事を補助するのがコンスタブルと呼ばれる法執行官であり、やはり4年間任期で選出される。特定の事件における判決に対しては、州レベルの巡回裁判所に控訴できる。

### 郡政府役人
上記以外に、保安官、検視官、監査官、財務官、登記官、測量師および巡回裁判所事務官が選挙で選ばれている。任期は4年間であり、郡政府の異なる部門を監督している。郡政府に選ばれる役人は支持政党を公にすることが求められ、また郡の住人でなければならない。
スチューベン郡はアメリカ合衆国下院議員インディアナ州第3選挙区に属し、2008年時点では共和党議員を選出している。

## 人口動態
以下は2000年の国勢調査による人口統計データである。
| 基礎データ - 人口: 33,214人 - 世帯数: 12,738 世帯 - 家族数: 8,916 家族 - 人口密度: 42人/km2（108人/mi2） - 住居数: 17,337軒 - 住居密度: 22軒/km2（56軒/mi2） 人種別人口構成 - 白人: 97.19% - アフリカン・アメリカン: 0.37% - ネイティブ・アメリカン: 0.33% - アジア人: 0.40% - 太平洋諸島系: 0.02% - その他の人種: 0.85% - 混血: 0.84% - ヒスパニック・ラテン系: 2.06% 先祖による構成 - ドイツ系：36.1% - アメリカ人：18.1% - イギリス系：10.7% - アイルランド系：7.5% | 年齢別人口構成 - 18歳未満: 25.7% - 18-24歳: 10.4% - 25-44歳: 28.5% - 45-64歳: 23.5% - 65歳以上: 11.9% - 年齢の中央値: 36歳 - 性比（女性100人あたり男性の人口） - 総人口: 102.0 - 18歳以上: 101.2 世帯と家族（対世帯数） - 18歳未満の子供がいる: 32.6% - 結婚・同居している夫婦: 57.0% - 未婚・離婚・死別女性が世帯主: 8.5% - 非家族世帯: 30.0% - 単身世帯: 24.3% - 65歳以上の老人1人暮らし: 9.1% - 平均構成人数 - 世帯: 2.53人 - 家族: 3.00人 収入と家計 - 収入の中央値 - 世帯: 44,089米ドル - 家族: 50,567米ドル - 性別 - 男性: 35,300米ドル - 女性: 23,856米ドル - 人口1人あたり収入: 20,647米ドル - 貧困線以下 - 対人口: 6.7% - 対家族数: 4.9% - 18歳未満: 7.4% - 65歳以上: 7.0% |

## 郡区
スチューベン郡は下記12の郡区に分割されている。
| - クリアレイク - フレモント - ジャクソン - ジェイムズタウン | - ミルグローブ - オツィーゴ - プレザント - リッチランド | - セイラム - スコット - スチューベン - ヨーク |

## 都市と町
| - アンゴラ - 郡庁所在地 - アシュレー - クリアレイク | - フレモント - ハミルトン | - ハドソン - オーランド |

### 未編入の町
- ヘルマー
- メッツ
- プレザントレイク
- スチューベンビル

## 教育

### 大学

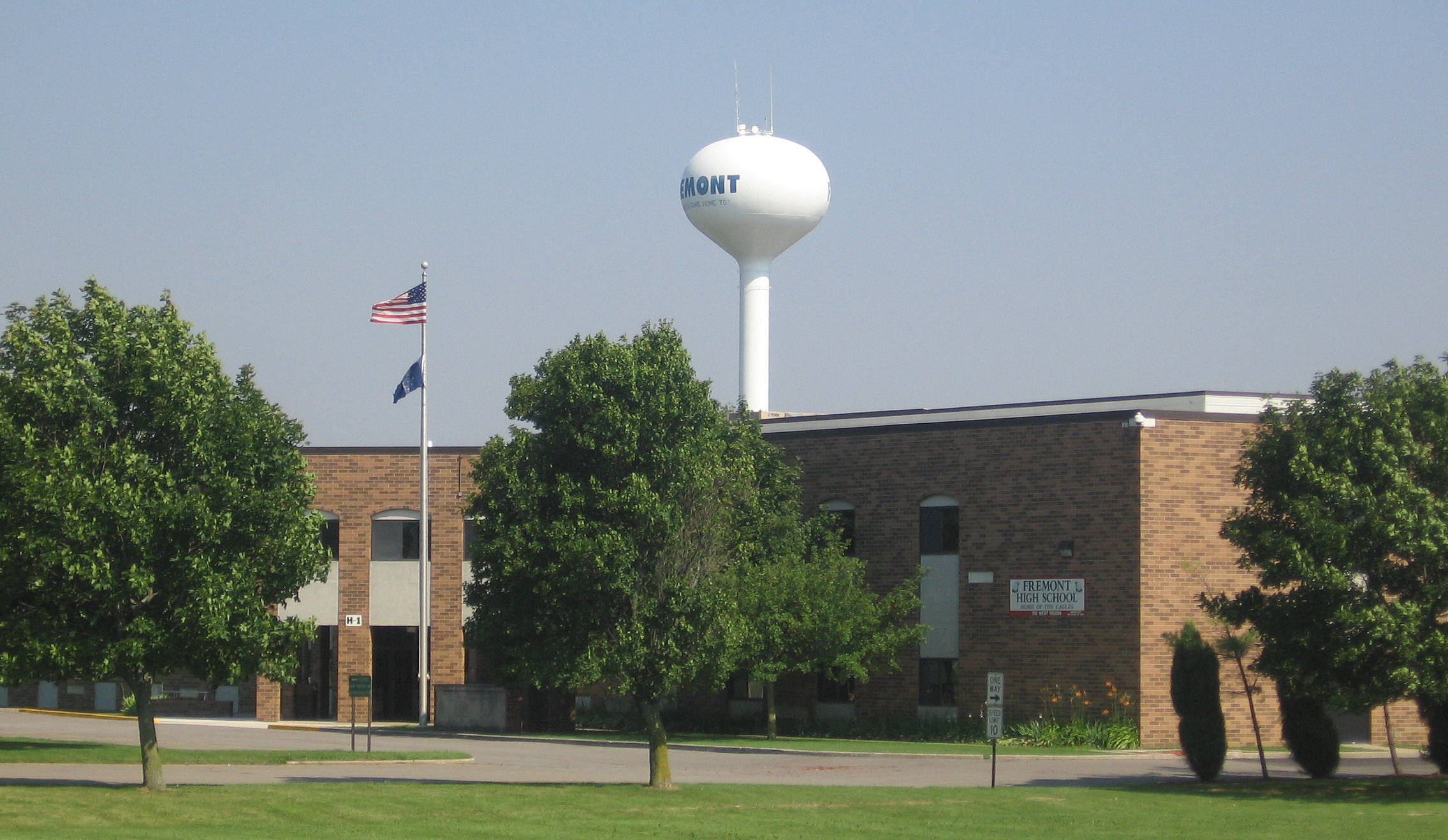
フレモント高校

- トライン大学

### 教育学区
- フレモント・コミュニティ教育学区
- ハミルトン・コミュニティ教育学区
- スチューベン郡教育学区
- プレーリーハイツ教育法人